# 万晓流
万晓流（1948年4月—），男，彝族，贵州盘州市人，中共党员，中华人民共和国政治人物。

## 人物经历
万晓流于1970年11月参加工作，长期在故乡盘县任职，历任盘县特区食品公司、中共盘县特区组织部工作员、干事等职务，1993年1月，他出任中共盘县特区党委书记、县人武部党委第一书记；期间，他致力于发展盘县各产业、帮助当地民众脱贫，因表现优异，万晓流于1995年获得中共中央组织部表彰为“全国优秀县委书记”。其后更升任中共六盘水市委常委。
2002年1月，万晓流调职贵州省会贵阳，出任该省农业厅副厅长。期间，他因为对在盘县任内连续发生的煤矿安全事故负有责任而受到中共党内严重警告处分。2008年1月，不再担任贵州省农业厅副厅长，转任农业厅巡视员，直至退休；并兼任贵阳市彝学会会长。